# Pycnogonum pustulatum
Pycnogonum pustulatum is een zeespin uit de familie Pycnogonidae. De soort behoort tot het geslacht Pycnogonum. Pycnogonum pustulatum werd in 1994 voor het eerst wetenschappelijk beschreven door Stock. 